# Hannu Tihinen
Hannu Tihinen, född 1 juli 1976 i Keminmaa, är en före detta finländsk professionell fotbollsspelare som spelade mittback. Han har sedan januari 2014 arbetat som chef för spelarutvecklingen vid Finlands Bollförbund. I januari 2023 tillträdde han som High Performance Specialist vid FIFA.  
Tihinen har spelat för klubbar i Finland, Norge, England, Belgien och Schweiz. Under sin karriär som han avslutade 2010 var Tihinen med och vann fem mästerskap för tre länder och en cuptitel i två länder. Han var också lagkapten för nästan alla sina lag.

## Klubbkarriär
Tihinen, som är född i Keminmaa, Lappland, inledde sin karriär i de lägre divisionerna med KePS innan han bytte till Veikkausliiga-klubben HJK Helsingfors för säsongen 1997. Med HJK vann han både finska mästerskapet och Finlands cup en gång. Med klubben fick han även erfarenhet från UEFA Champions League under säsongen 1998–99.
Tihinen bytte sedan i november 1999 till norska Viking FK. Han gjorde ett avgörande självmål i den norska cupfinalen 2000, men vann cupmästerskapet året därpå och nickade denna gång bollen in i rätt mål. Tihinen spelade med Viking två och en halv säsonger och var under denna tid även kortvarigt utlånad till West Ham United i engelska ligan. Under sin tid i West Ham spelade han med i matchen där West Ham tog en 1–0 seger mot Manchester United på Old Trafford i FA-cupen 2000–01.
2002 började Tihinen spela för den belgiska klubben RSC Anderlecht. Han spelade i Belgien i fyra år och vann två belgiska mästerskap. Tihinen gjorde segermålet 1–0 mot Lyon i Champions League-matchen i november 2003.
Efter att Tihinens kontrakt med Anderlecht gick ut sommaren 2006, köptes han av FC Zürich med ett treårigt kontrakt. Han var lagkapten för laget som vann schweiziska superligan 2006–07 och 2008–09. Den 30 september 2009 gjorde Tihinen Zürichs segermål efter tio minuters speltid mot A.C. Milan i C-gruppen 2009–10 i UEFA Champions League.
Den 7 maj 2010 meddelade Tihinen att han skulle gå i pension efter säsongen 2009–10, i huvudsak på grund av sina huvudskador. Hans sista spel blev oavgjort (3–3) mot Neuchâtel Xamax den 16 maj 2010.

## Internationell karriär
Tihinen debutmatch med det finska landslaget var den 5 juni 1999 mot Turkiet. Han gjorde under sin landslagskarriär fem mål och var tillsammans med Sami Hyypiä Finlands viktigaste mittförsvar under största delen av 2000-talet. Tihinen var landslagskapten under kvalmatchen mot Belgien i juni 2007, då en berguv landade på spelplanen och avbröt spelet för en stund. Härifrån härstammar det finska landslagets smeknamn Berguvarna.

## Karriär efter spelkarriären
Efter pensioneringen blev Tihinen klubbledningens assistent vid FC Zürich.
Den 13 april 2012 meddelade han att han skulle kandidera till platsen som ordförande för Finlands Bollförbund. Tjänsten var ledig efter att Sauli Niinistö hade blivit vald till Finlands president. Tihinen var ordförande för Finlands Spelarförbund 2012–2014.
Efter sin spelarkarriär har Tihinen avlagt studier inom internationellt ledarskap och ledning vid UEFA Academy och Aalto-universitetet i Helsingfors. Sedan 2014 har han varit teknisk direktör vid Finlands Bollförbund.